# Platja de la Nova Icària
La platja de la Nova Icària és una platja situada a Barcelona al districte de Sant Martí. Té una llargada de 415 metres de llargada i és una de les platges situades al centre del litoral urbà. Juntament amb la de Bogatell, és la que registra un temps d'estada més llarg per part dels usuaris, possiblement perquè és considerada una de les més tranquil·les de la ciutat. També és una de les platges amb més equipaments de Barcelona, ja que disposa d'una àrea de jocs i una taula de ping-pong tocant a l'espigó de Bogatell, i dos camps de vòlei propers al Port Olímpic.
Àrea per a persones amb discapacitat
La platja de la Nova Icària compta amb una àrea per a persones amb discapacitat que disposa de servei de suport al bany o bany assistit. Aquest servei s'adreça a persones amb discapacitat i mobilitat reduïda i té l'objectiu de facilitar-los l'entrada i la sortida de l'aigua per tal que puguin gaudir d'un temps de bany, fent ús, si cal, d'una cadira amfíbia.
Aquesta àrea compta amb passeres de fusta que arriben el més a prop possible de l'aigua, un vestuari adaptat, una dutxa propera amb cadira i una grua elevadora. Tot plegat permet que qui ho necessiti pugui arribar fàcilment fins a l'aigua amb la col·laboració de voluntaris, que ajuden els usuaris, juntament amb les persones que els acompanyen, a passar de la cadira de rodes a la cadira amfíbia i a utilitzar, si cal, una grua elevadora.
El servei de bany assistit, operatiu a partir de l'1 de juny, es realitza els caps de setmana i festius del mes de juny i de la segona quinzena de setembre, i diàriament els mesos de juliol, agost i la primera quinzena de setembre, d'11 a 14h i de 16 a 19h.
Aquests serveis només estan operatius amb senyalització de bandera verda de l'estat de la mar.
Guardons
Els anys 2018 i 2020 hi onejà la bandera "Ecoplayas", un guardó anual donat per l'associació espanyola ATEGRUS (Asociación Técnica para la Gestión de Residuos y Medio Ambiente), com a reconeixement a la seva qualitat i serveis.

Platges de Barcelona